# 하바꾹서
하바꾹(공동번역), 하바쿡서(가톨릭), 하박국(개신교)은 구약성경의 소예언서 중 하나이다. 예언자 하바꾹이 기원전 7세기경 히브리어로 적은 것으로 여겨진다.
총 3장으로 구성되어 있다. 첫 두 장은 야훼와 하바꾹의 대화로 구성되어있는데, 개중 2장 4절의 '의인은 믿음으로 살리라'는 구절은 기독교 교리 및 사상에 중요한 영향을 주었다. 사도 바울로는 로마인들에게 보낸 편지, 갈라디아인들에게 보낸 편지, 히브리인들에게 보낸 편지에서 이 구절을 인용하며 칭의 교리의 토대를 쌓았다. 1, 2장의 내용은 사해 문서 중 '하바꾹 주석'에서도 큰 차이 없이 그대로 인용되었다. 3장은 전례에 사용되었던 구절로 인식되는데, 1-2장과 3장이 저자가 동일인물인지에 대해서는 논란이 있다.

## 저자
하바꾹서의 히브리어 이름은 ‘하바꾹’(히브리어: חֲבַקּוּק)이다. 이는 칠십인역에서 ‘암바쿰’(고대 그리스어: Ἀμβακούμ)이라 불리며, 이후 불가타에서는 ‘Habacuc’, 영어성경에서는 ‘Habakkuk’, 그리고 중국어성경에서는 ‘哈巴谷書’이라 불린다. 이 선지자의 이름은 오직 이 책의 표제와 시에만 나오며(1:1; 3:1) 별로 알려진 것이 없다.
하바꾹의 이름은 히브리어 하바끄(히브리어: חבק; 포용하다)에서 왔거나, 식물의 한 종인 아카드어 함바쿠쿠에서 온 것으로 추정된다.
비록 성경은 아니지만 랍비 문헌에서는 엘리사에 의해 되살아난 수넴 여인의 아들이라는 전승이 전한다. 이외에도 다니엘서에 덧붙여진 위경 벨과 용에서도 언급되는데, 그 헬라어 사본중에는 레위 지파 여호수아의 아들이라는 기록도 있다.
하바꾹은 왜 주님의 정의는 이렇게 악하고 부패한 시대와 사회와 인간들에게 시행되지 않는가 묻는다. 야훼 하나님은 불의한 백성과 왕들은 반드시 벌을 주고 징계할 것이라고 대답해 주신다. 갈대아 사람들이 하나님의 채찍이 되어 범죄한 유대 민족과 왕들을 벌할 것을 가르쳐 주셨다. 하바꾹은 종교적 세계관의 중심 문제를 제시하고 있으며, 이에 대한 궁극적 대답은 의인은 믿음으로 살리라는 것이다(하바꾹 2:4).

## 역사적 배경

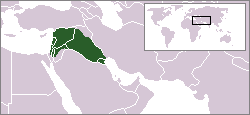
기원전 600년 경 신바빌로니아제국의 강역.

하바꾹의 활동시기를 특정하기는 힘들다. 다만 갈대아인의 부흥을 담고 있다는 점에서 분열왕국시대인 기원전 7세기 후반으로 추정한다. 이런 관점에서 더 구체적으로는 여호야킴의 통치기로 추정하기도 한다. 자연스레 예레미야, 스바니야, 나훔, 요엘 등과 동시대인이었을 가능성도 제시된다. 비평학계에서는 갈대아인들을 헬라인중 하나인 깃딤인으로 간주하여 극단적으로 늦은 시기로 잡는 견해도 소수 있다. 어떤 학자들은 이 책의 보다 이전의 판본이 정말 3장의 시로 끝이 났는가 하는 것에 대해서 의문을 품었는데. 이 시가 현재처럼 이 책의 결론의 역할을 하는 것이 아니라 독립적으로 존재했었을 가능성이 있음을 시사하는 증거로 채택한다.

## 구조와 개요
구조는 글의 구성요소를 규명하는 단계, 각 요소의 배열을 분석하는 단계, 구조의 의미를 파악하는 단계로 이루어진다. 하바꾹 장르 이해는 설화, 시, 예언, 신탁 등에 대한 분석이다.
첫 부분(1:2~2:5)은 선지자와 하나님과의 대화로 이루어져 있다. 선지자는 애가의 양식을 통해서 하나님께 불평을 함으로 시작한다. 악인의 형통에 대한 불평에 대해서 주님은 갈대아인을 통해서 벌하실 것을 말씀하시자, 보다 더 큰 불평이 이어진다. 이는 시편의 애가시들과도 양식적으로 유사하다. 주님께서 악인을 들어서 선민을 치시는 것에 대한 불평이었다. 그럼에도 불구하고 2장에서 주님은 그 심판의 확실성을 재차 확인하셨다. 3장은 고어체적인 히브리 시로 구성되어 있다.
일반적으로 파악하는 구조는 선형구조이다. 이 때 다음과 같이 분석한다.
- A 최초의 대화(1:2~11)
  - a 선지자의 불평(1:2~4)
  - b 주님의 응답(1:4~11)

- B 두 번째 대화(1:12~2:5)
  - a 선지자의 불평(1:12~17)
  - b 주님의 응답(2:1~5)

- C 압제자들에 대한 저주의 신탁(2:6~10)
  - a 노략자가 노략될 것임(2:6~8)
  - b 정복자가 수치를 당할 것임(2:9~11)
  - c 건축자가 헛됨(2:12~14)
  - d 수치가 없는 자가 수치를 당할 것임(2:15~18)
  - e 우상 숭배자들이 잠잠할 것임(2:19~20)

- D 하바꾹의 순종의 시(3:1~19)
  - a 기도(3:2)
  - b 용사이신 하나님의 등장(3:3~15)
  - c 믿음으로 사는 선지자(3:16~19)

반면 돌시는 나훔서, 스바니야서와 같이 7중 대칭구조로 분석했다. 이 구조에서는 핵심부분(D, 2:1~5)에서 '기다리라는 권고'가 나타난다.
- A 하바꾹의 첫 번째 불평(1:2~4)
  - B 야훼의 첫 번째 대답(1:5~11)
    - C 하바꾹의 두 번째 불평(1;12~17)
      - D 의인은 믿음으로 살게 됨(2:1~5)

    - C' 두 번째 불평에 대한 주님의 대답(2:6~20)

  - B' 야훼의 마지막 대답(3:1~5)
- A' 야훼의 첫 번째 응답에 대한 깨달음(3:16~19)

## 신학적 이해
하바꾹은 역사의 마지막 시기에 처한 유다와 예루살렘에 말씀을 선포했다. 내적으로는 부패하였으며, 신흥하는 바빌론의 세력으로 도전을 받고 있었다. 선지자는 이런 정황 가운데서 하나님께서 무관심하시다고 불평을 하고 있지만, 선지자는 하나님으로부터 어떤 어려움이 있더라도 하나님을 믿고 신뢰해야 하며, 나아가서 온 땅에 하나님이 공의를 행하신다는 것을 확신해야 했다. 결국 하바꾹은 믿음으로 사는 법을 배우고 있었던 것이며, 재난에 직면해서 자신의 구원자이신 야훼를 찬양하는 법을 배운 것이다.
하바꾹은 내적인 부패로 썩어 있었으며 새롭게 부각하는 바빌론의 세력이 곧 성전과 도성을 멸망시킬 운명에 있는, 역사적 마지막 시기의 처한 유다와 예루살렘에 말씀을 선포했지만, 선지자의 시각으로는 이러한 이중의 악이 힁행하는 가운데 주님은 활동하시지 않고 무관심 하신 것처럼 보였다.
하바꾹은 “왜 악인이 번성하는가?”라는 오래된 질문을 던지며, 유다에 힁행하고 있는 악과 불의와 폭력에 대해서 불평했는데 이에 대한 하나님의 대답은 선지자가 기대했던 것이 아니고 오히려, 한층 더 어렵게 만드는 것이었으며 하나님은 악을 심판하시되, 이를 위해서 유다의 악보다 더 악한 악을 도구로 사용하실 것이며, 보다 악한 이들은 더욱 번성할 것이다.
이러한 문제는 이 선지자의 두 번째 불평을 도입하는데(1:12~17), 어떻게 거룩하신 하나님께서 악한 자들을 참아 보실 수 있는가?, 어떻게 하나님께서 악한 자들이 자신들보다 의로운 자들을 집어삼키도록 허락하실 수 있는가(13절)?, 그들은 계속해서 번성하고 그들의 그물을 채우며, 계속해서 사치롭게 살 것인가(16~17)? 에 대한 주님의 대답을 보려고 파숫군처럼 인내하며 기다린다(2:1).
많은 학자들은 하바꾹의 불평들을 욥기와 비교했는데, 욥처럼 이 선지자도 아무리 현상이 반대로 된 것처럼 보이고 아무리 정황이 어려워 보여도 계속해서 주님의 약속들을 믿고 신뢰해야 하며, 온 땅의 하나님이 공의를 행하신다는 것을 확신해야 함을 배웠다. 또한 믿음으로 사는 법과, 재난에 직면해서 자신의 구원자이신 야훼를 찬양하는 법까지 배웠다. 이후 수백년 후에 다시 악과 불의가 전에 자주 그랬던 것처럼 흥왕하고 있었는데 다시 한 번 하나님의 성전은 위협을 당하고 있었다, 하지만 이번에 이 성전은 그리스도의 몸으로 상징되는 성전이었다. 사람들은 그리스도를 조롱하였지만, 이 선지자는 주님을 신뢰했으며(마태오 복음 27:43: 히브리서 10:35상), 주님께서 그를 죽은 자들 가운데서 일으키심으로서 그를 변호하셨다(로마서 1:4). 예수의 부활은 멀리 계신 게 아니며, 악이 승리하지 못할 것이라는 하나님 자신의 선언이었다.
신약성서에서는 하바꾹 1장 5절(행 13:41), 2장 3~4절(히 10:37~38), 2장 4절(롬 1:17, 갈 3:11, 히 11:1~12:2)이 인용된다. 사도 바울로는 의가 믿음으로 말미암는다는 것을 주장하면서 하바꾹을 인용한다.

## 참고 문헌
- Achtemeier, Elizabeth (1993). 〈Habbakuk, The Book of〉.   Metzger, Bruce M.; Coogan, Michael D. 《The Oxford Companion to the Bible》. New York: Oxford University Press. 265–266쪽. ISBN 0-19-504645-5.
- Andersen, Francis I. (2001). 《Habbakuk》. The Anchor Bible. New York: Doubleday. ISBN 0-385-08396-3.
- Bailey, Waylon (1998). 〈Habakkuk〉. 《Micah, Nahum, Habakkuk, Zephaniah》. The New American Commentary 20. Nashville, Tennessee: Broadman & Holman Publishers. ISBN 0-8054-0120-2.
- Baker, David W. (1988). 《Nahum, Habakkuk and Zephaniah》. Tyndale Old Testament Commentaries. Downers Grove, Illinois: Inter-Varsity Press. ISBN 0-87784-249-3.
- Barber, Cyril J. (1985). 《Habakkuk and Zephaniah》. Everyman's Bible Commentary. Chicago: Moody Press. ISBN 0-8024-2069-9.
- Ben Zvi, Ehud (2004). 〈Habakkuk〉.   Berlin, Adele; Brettler, Marc Zvi. 《The Jewish Study Bible》. Oxford: Oxford University Press. 1226–1233쪽. ISBN 978-0-19-529751-5.
- Betteridge, Walter R. (1903). “The interpretation of the prophecy of Habakkuk”. 《The American Journal of Theology》 7 (4): 647–661. doi:10.1086/478403.
- Brettler, Marc Zvi (2004). 〈Nevi'im〉.   Berlin, Adele; Brettler, Marc Zvi. 《The Jewish Study Bible》. Oxford: Oxford University Press. 451–461쪽. ISBN 978-0-19-529751-5.
- Brownlow, Leroy (1961). 〈Habakkuk〉. 《The Old Testament Books and their Messages in the Christian Age》. Second Annual Fort Worth Christian College Lectureship. Fort Worth: The Manney Company. 439–453쪽.
- Bruce, F. F. (2009). 〈Habakkuk〉.   McComiskey, Thomas Edward. 《The Minor Prophets: An Exegetical and Expository Commentary》. Grand Rapids, Michigan: Baker Academic. 831–896쪽. ISBN 978-0-8010-3631-6.
- Chisholm, Robert B., Jr. (1990). 〈Habakkuk〉. 《Interpreting the Minor Prophets》. Grand Rapids, Michigan: Academie Books. 183–199쪽. ISBN 0-310-30801-1.
- Clark, David J.; Hatton, Howard A. (1989). 《A Translator's Handbook on The Books of Nahum, Habakkuk and Zephaniah》. New York: United Bible Societies. ISBN 0-8267-0141-8.
- Coffman, James Burton (1982). 《Nahum, Habakkuk, Zephaniah, and Haggai》. Commentary on the Minor Prophets 3 revis판. Abilene, Texas: ACU Press. 61–116쪽. ISBN 0-915547-46-5.
- Coggins, Richard; Han, Jin H. (2011). 《Six Minor Prophets Through the Centuries》. Blackwell Bible Commentaries. Wiley-Blackwell. ISBN 978-1-4051-7675-0.
- Cross, F. L.; Livingston, E. A., 편집. (2005). 《The Oxford Dictionary of the Christian Church》 3판. New York: Oxford University Press. ISBN 0-19-280290-9.
- Driver, S. R., 편집. (1906). 《The Minor Prophets: Nahum, Habakkuk, Zephaniah, Haggai, Zechariah, Malachi》. The Century Bible. Edinburgh: T. C. & E. C. Jack, Ltd.
- Gigot, F. (1910). 〈Habacuc (Habakkuk)〉. 《The Catholic Encyclopedia》. New York: Robert Appleton Company. New Advent. 2010년 12월 19일에 확인함.
- Gowan, Donald E. (1976). 《The Triumph of Faith in Habakkuk》. Atlanta: John Knox Press. ISBN 0-8042-0195-1.
- Haak, Robert D. (1988). “"Poetry" in Habakkuk 1:1–2:4?”. 《Journal of the American Oriental Society》 108 (3): 437–444. doi:10.2307/603864. JSTOR 603864.
- Hailey, Homer (1972). 〈Habakkuk〉. 《A Commentary on the Minor Prophets》. Grand Rapids, Michigan: Baker Book House. 271–296쪽. ISBN 0-8010-4049-3.
- Harris, J. G. (1966). 《The Qumran Commentary on Habakkuk》. Contemporary Studies in Theology. London: A. R. Mowbray & Co. 22–30쪽.
- Henderson, Ebenezer (1980) [First published 1858]. 《The Twelve Minor Prophets》. Thornapple Commentaries. Grand Rapids, Michigan: Baker Book House. ISBN 0-8010-4217-8.
- Hirsch, Emil G. (1906). 〈Habakkuk, Book of〉. 《Jewish Encyclopedia》.
- ———————; Blau, Ludwig; Kohler, Kaufmann; Schmidt, Nathaniel (1906). 〈Bible Canon〉. 《Jewish Encyclopedia》.
- Humbert, Paul (1944). 《Problèmes du Livre d'Habacuc》. Mémoires de l'Université de Neuchatel, 18. Neuchatel: Secrétariat de l'Université. ISBN 0-8042-0195-1.
- Irving, T. Johnstone (1908). “Habakkuk”. 《The Biblical World》 31 (1): 51–61. doi:10.1086/474001.
- Irwin, William A. (1956). “The mythological background of Habakkuk, chapter 3”. 《Journal of Near Eastern Studies》 15 (1): 47–50. doi:10.1086/371309.
- Johnson, Robert L. (1969). 《The Letter of Paul to the Galatians》. The Living Word Commentary. Abilene, Texas: ACU Press. ISBN 0-915547-29-5.
- Kachelman, John L., Jr. (2000). 《Habakkuk: When God Seems So Silent》. Freed-Hardeman University Press.
- Kelly, Fred T. (1902). “The strophic structure of Habakkuk”. 《The American Journal of Semitic Languages and Literatures》 18 (2): 94–119. doi:10.1086/369437. hdl:2027/uc1.$b30217.
- LaSor, William Sanford; Hubbard, David Allan; Bush, Frederic Wm. (1982). 《Old Testament Survey: The Message, Form, and Background of the Old Testament》. Grand Rapids, Michigan: Wm. B. Eerdmans. ISBN 0-8028-3556-2.
- Lehrman, S. M., Rabbi (1948). 〈Habakkuk〉.   A. Cohen. 《The Twelve Prophets》. London: The Soncino Press. 210–220쪽.
- Leslie, E. A. (1962). 〈Habakkuk〉.   Buttrick, George Arthur;  외. 《The Interpreter's Dictionary of the Bible: An Illustrated Encyclopedia》 2. Nashville, Tennessee: Abingdon Press. 503–505쪽. ISBN 0-687-19271-4.
- Lloyd-Jones, D. Martyn (1966) [First published 1953]. 《From Fear to Faith: Studies in the Book of Habakkuk》. Leicester, UK: Inter-Varsity Press. ISBN 0-85110-332-4.
- McGee, J. Vernon (1991). 《Nahum and Habakkuk》. Thru the Bible Commentary Series. Nashville, Tennessee: Thomas Nelson Publishers. ISBN 0-7852-1033-4.
- Moore, Carey A. (1977). 《Daniel, Esther and Jeremiah: The Additions》. The Anchor Bible. Garden City, New York: Doubleday & Company. ISBN 0-385-04702-9.
- Neusner, Jacob (1994). 《Introduction to Rabbinic Literature》. The Anchor Bible Reference Library. New York: Doubleday. ISBN 0-385-47093-2.
- Patterson, Richard D. (2003). 《An Exegetical Commentary: Nahum, Habbakuk, Zephaniah》. Biblical Studies Press. ISBN 0-7375-0019-0.
- Pusey, E. B. (1950) [First published 1860]. 《The Minor Prophets: A Commentary》 2. Grand Rapids, Michigan: Baker Book House.
- Robertson, O. Palmer (1990). 《The Books of Nahum, Habakkuk, and Zephaniah》. The New International Commentary on the Old Testament. Grand Rapids, Michigan: Wm. B. Eerdmans. ISBN 978-0-8028-2532-2.
- Smith, Ralph L. (1984). 〈Habakkuk〉. 《Micah–Malachi》. Word Biblical Commentary 32. Waco, Texas: Words Books. 92–117쪽. ISBN 0-8499-0231-2.
- Széles, Mária Eszenyei (1987). 《Wrath and Mercy: A Commentary on the Books of Habakkuk and Zephaniah》. International Theological Commentary. trans. George A. F. Knight. Grand Rapids, Michigan: Wm. B. Eerdmans. ISBN 0-8028-0242-7.
- Walker, H. H.; Lund, N. W. (1934). “The literary structure of the book of Habakkuk”. 《Journal of Biblical Literature》 53 (4): 355–370. doi:10.2307/3259376. JSTOR 3259376.
- Whelpton, George, 편집. (1916). 〈song 279〉. 《The Church Hymnal》. New York: The Century Co.
- Wiegand, John P., 편집. (1992). 〈song 685〉. 《Praise for the Lord》. Nashville, Tennessee: Praise Press. ISBN 0-89098-119-1.
- Wise, Michael; Abegg, Martin, Jr.; Cook, Edward (1996). 《The Dead Sea Scrolls: A New Translation》. San Francisco: HarperSanFrancisco. 114–122쪽. ISBN 0-06-069200-6.